# Igualdade de género

Símbolo genérico da igualdade de género

A igualdade de género (português europeu) ou gênero (português brasileiro) (também chamada de igualdade entre os sexos ou igualdade sexual) é um conceito que define a busca da igualdade entre os membros dos dois gêneros humanos, homens e mulheres. Em suma, é a equidade entre os gêneros, buscando combater as muitas formas de injustiça e desigualdade que existem no mundo. Tais injustiças e desigualdades atingem principalmente mulheres e meninas, levando a discriminações e diversas formas de violência. Enquanto o conceito pode referir-se às diferenças sociais entre homens e mulheres, estende-se a todo o espectro da identidade de gênero. O gênero tem por base representações (crenças, ideias, valores) em torno do sexo biológico. Ou seja, é o modo como as sociedades entendem as pessoas do sexo masculino e as pessoas do sexo feminino. É, assim, a consequência do sexo numa organização social.
Não existe coincidência entre a identidade natural (sexo) e a de género (construção social), sendo que o mesmo acontece relativamente às noções de raça, classe, idade e etnicidade. O conceito contrário à igualdade de género não é diferença de género, mas sim o de desigualdade de género, uma vez que este pressupõe estatutos, direitos e dignidade hierarquizados entre homens e mulheres.
Diversos organismos internacionais definiram a igualdade entre os sexos como relacionada aos direitos humanos, especialmente aos direitos da mulher, e ao desenvolvimento econômico. A UNICEF define a igualdade entre os sexos como "nivelar os campos de jogo de garotas e rapazes, assegurando de que todas as crianças tenham oportunidades iguais de desenvolver seus talentos". O Fundo para as Populações das Nações Unidas declarou a igualdade entre os sexos como "acima de tudo, um direito humano". A igualdade entre os gêneros também é uma das metas do Projeto Milênio das Nações Unidas, que visa terminar com a pobreza mundial até 2015; o projeto afirma que "cada uma das metas está diretamente ligada aos direitos das mulheres, e sociedades nas quais as mulheres não possuem direitos iguais aos homens nunca poderão conseguir atingir o desenvolvimento de maneira sustentável".

## Papéis sociais e estereótipos de género
Estereótipos de Género – são as representações generalizadas e socialmente valorizadas acerca do que os homens e as mulheres devem fazer (por exemplo, "o homem é mais forte", "mulher não dirige bem", " homem tem que ser garanhão", " a mulher não deve trabalhar fora ", "o homem tem que sustentar a casa sozinho", "a mulher tem que cuidar da casa sozinha", "mulher não deve cursar engenharia civil", "homens não devem cursar enfermagem", "meninos não devem chorar".  
Papéis sociais de género são comportamentos aprendidos numa determinada sociedade, que fazem com que os seus membros percepcionem certas atividades como pertencentes a homens ou a mulheres, valorizando-os de forma diferente.

## Tipos de discriminação
Discriminação direta – Normas ou práticas que diretamente produzem um tratamento desigual e desfavorável a uma pessoa em função do sexo.
Discriminação indireta – Medida ou prática aparentemente neutra, que prejudica de modo desproporcionado os indivíduos de um dos sexos

## Definição por instituições nacionais e transnacionais

### Portugal
O princípio da Igualdade está previsto na Constituição da República Portuguesa, expresso no Artigo 13º: “Todos os cidadãos têm a mesma dignidade social e são iguais perante a lei.”
Igualdade de género significa dar igual visibilidade, poder e participação de homens e mulheres em todas as esferas da vida privada e/ou pública (Guia de Autoavaliação da Igualdade de Género nas Empresas, 2008).

### União Europeia
Programa de Ação sobre a Igualdade das Raparigas e dos Rapazes em Educação, Resolução dos Ministros da Educação (1985), considerando: “(…) que os estabelecimentos de ensino são um lugar privilegiado para realizar uma ação eficaz em da igualdade de oportunidades entre raparigas e rapazes (…) e que a educação (…) deveria, desde logo, favorecer a eliminação dos estereótipos (…) que persistem nos manuais escolares, no conjunto dos materiais pedagógicos em geral, (…) criar estruturas, ou utilizar as existentes em matéria de igualdade de oportunidades entre raparigas e rapazes, com vista a estabelecer critérios e a elaborar recomendações que visem a eliminação dos estereótipos nos livros escolares e em qualquer outro material pedagógico e didático, associando todos os implicados no processo (editores, professores, entidades públicas, associações de pais); (…) encorajar a substituição progressiva do material que contém estereótipos, por material não sexista”.
Recomendações do Comité de Ministros, Conselho da Europa (1990), considerando a Eliminação do Sexismo na Linguagem: Sublinhando “(…) a interação existente entre a linguagem e as atitudes sociais (…) constitui um entrave ao processo de instauração da igualdade (…) recomenda aos governos (…) que tomem medidas a fim de incentivar a utilização, na medida do possível, de uma linguagem não sexista (…) harmonizar a terminologia utilizada nos textos jurídicos, na administração pública e na educação com o princípio da igualdade entre os sexos”.
Tendo presente que a promoção da igualdade entre homens e mulheres é uma missão da Comunidade Europeia (Tratado que institui a Comunidade Europeia, Art.º 2º), esta dimensão está presente, desde o início na Estratégia Europeia para o Emprego (1997), foi reforçada nas conclusões da Cimeira de Lisboa (2000).
O Tratado de Lisboa também reconhece e torna a Carta dos Direitos Fundamentais juridicamente vinculativa, todos os estados membros da União Europeia e as instituições comunitárias devem respeitar os direitos enunciados na carta, no qual estão também mencionados a igualdade perante a lei e a não discriminação entre homens e mulheres.
No contexto dos estados membros da União Europeia, o Governo Espanhol foi pioneiro em formar um governo paritário, tendo quebrado algumas barreiras clássicas na atribuição de pastas a mulheres.
Resultados recentes do Eurobarómetro indicam que a opinião pública considera que o número de mulheres na vida política deve aumentar, já que, tal como sublinhou Margot Wallström, comissária europeia para as Relações Institucionais e Estratégia de Comunicação, "uma democracia que não é suficientemente representada por 52% da população em matéria de decisões políticas não é uma democracia real".
Entre outras medidas elencadas para promover a participação das mulheres contam-se a possibilidade de o Parlamento Europeu permitir que o tempo das mulheres passado com os filhos seja contabilizado para efeitos de reforma e a disponibilização de estabelecimentos escolares para as crianças. Por outro lado, para o desenvolvimento da igualdade de géneros na vida social contribuiriam também o pagamento igual para trabalho igual, bem como a redução da violência e do tráfico de mulheres.
Projectos Equal – Este projeto vai de 2007-2013 e visa tanto mais que a igualdade de oportunidades, o combate à discriminação e a promoção da integração da perspectiva do género feminino.

### Organização das Nações Unidas
Declaração Universal dos Direitos Humanos foi adaptada pela ONU (1948): “Todos os Seres humanos podem invocar os direitos e as liberdades proclamadas presente Declaração, sem distinção alguma, nomeadamente de raça, de cor, de sexo, de língua, de religião de opinião política ou outra, de origem nacional ou social, de fortuna, de nascimento ou de qualquer outra situação. Além disso, não será feita nenhuma distinção fundada no estatuto político, jurídico ou internacional do país ou do território da naturalidade da pessoa, seja esse país ou território independente, sob tutela, autónomo ou sujeito a alguma limitação de soberania” Art.º 2º.
Convenção para a eliminação de todas as formas de discriminação da mulher (1979).
Os Estados Partes tomam todas as medidas apropriadas (…) com o fim de (…) assegurar: (…) a eliminação de qualquer concepção estereotipada dos papéis dos homens e das mulheres a todos os níveis e em todas as formas de ensino (…), em particular revendo os livros e programas escolares (…): Art.º 10º.
As grandes Conferências da Década de 90: Os direitos humanos são direitos dos homens e direitos das mulheres (Viena em 1993), Os direitos reprodutivos (Cairo em 1994), Mainstreaming e empowerment (Pequim em 1995).
Iniciativas e ações futuras aprovadas na sessão Especial da Assembleia Geral das Nações Unidas (2000): “Obstáculos (discriminação persistente, em função do género, e preconceitos também na formação de professores… uso persistente de estereótipos de género em materiais educativos…) Iniciativas e Ações (Apoiar a implementação de planos e programas de ação que garantam a qualidade da educação … e a eliminação da discriminação de género e dos estereótipos de género nos currículos e materiais escolares, bem como no processo educativo… desenvolver um currículo sensível às questões de género a partir do ensino pré-primário, escolas básicas, formação profissional e universidades tendo em vista a consideração dos estereótipos de género como uma das causas de fundo da segregação na vida profissional)”.

### Organização para Cooperação e Desenvolvimento Económico
“A igualdade de género acelera o crescimento, reduz a pobreza, melhora a governação e favorece o respeito pelos direitos fundamentais” OCDE.

## Esforços para combater a desigualdade
A questão da desigualdade entre homens e mulheres é um fator histórico das sociedades ocidentais, sendo que desde a antiguidade a mulher era tratada como um ser inferior ao homem, devido a diversas crenças religiosas que eram utilizadas como justificativa para tal atitude, sobretudo na sociedade hebraica que era caracterizada pelo patriarcado e pela hierarquização das relações sociais. Tal discriminação foi sendo difundida através de diversos costumes sociais das sociedades patriarcais. Aristóteles no século III a.C. já dizia que a mulher deveria ser submissa ao homem e que tal submissão é um fator natural do gênero humano, não podendo ser modificado, sob pena de alterar-se a natureza. Entretanto, as mulheres estão cada vez mais se posicionando em cargos de chefias em diversas empresas do mundo todo, reassumindo e refirmando sua posição social O primeiro país a tentar combater a desigualdade de gênero foi a URSS. Infelizmente ainda há muito trabalho pela frente, a tão sonhada igualdade está longe de ser conquistada. Mulheres ainda sofrem discriminação e violência apenas por serem mulheres, mulheres continuam recebendo menos pelo mesmo trabalho que os homens, mulheres ainda sofrem assédio sexual no trabalho, mulheres continuam abandonando a carreira para cuidar dos filhos, mulheres continuam sendo minoria no esporte/ciência/tecnologia/cargos de liderança. Para atingir a igualdade é preciso debater cada vez mais o assunto, começando em casa, pela criação dos meninos e meninas. 

### Na ciência
Em 2017, as mulheres brasileiras lideram o mundo quando se trata de áreas científicas. Entre todos os países estudados no "Gender in the Global Research Landscape", o Brasil e Portugal ocuparam os dois primeiros lugares na percentagem de autores femininos de artigos científicos, com 49% de artigos científicos acadêmicos nos dois países, escritos por mulheres. A descoberta sobre Brasil é ainda mais robusta considerada à luz do fato de que em Portugal as mulheres têm autoria de 27 561 artigos científicos entre 2011 e 2015; no Brasil, no mesmo período, as mulheres têm autoria de quase cinco vezes esse número (153 967 artigos). Porém, isso não impede que mulheres continuem sofrendo discriminações no trabalho ou no meio acadêmico, um exemplo disso é que 90% das cientistas premiadas no Brasil enfrentaram machismo em suas carreiras. 

### Bibliográficas
- Dennis O'Brien (30 de maio de 2008). «Gender gap clues». Baltimore Sun